# The Private Press
Pour les articles homonymes, voir Presse privée.
Albums de DJ Shadow
Preemptive Strike
(1998) The Private Repress
(2003)
Singles
1. Monosylabik
Sortie : 2002
2. Six Days
Sortie : 2002
3. You Can't Go Home Again!
Sortie : 2002

The Private Press est le deuxième album studio de DJ Shadow, sorti le 2 juin 2002.

## Description

### Paroles
La version américaine de l'album comporte une signalétique d'avertissement « accord parental souhaitable » dû à la présence de quelques grossièretés sur les pistes Walkie Talkie et Mashin' on the Motorway.

### Pochette et visuels
Le visuel de l'album a été réalisé par le designer japonais Keith Tamashiro et, tout comme pour Endtroducing....., l'artiste britannique Brian Cross (B+) a réalisé l'ensemble des photographies.
La pochette de la version limitée de The Private Press est différente, et l'album comporte une piste supplémentaire Giving Up the Ghost (Original Version), ainsi qu'un second disque avec la piste Pushin' Buttons Live, enregistrement public de 12 minutes joué avec Cut Chemist et DJ Nu-Mark.

### Réception critique
Bien qu'il ne fut pas autant acclamé par la critique que le précédent album Endtroducing..... (1996), The Private Press a reçu globalement des critiques favorables, le site Metacritic lui octroyant la note de 81/100.
The Private Press s'est classé 3e au Top Electronic Albums et 44e au Billboard 200.

## Liste des titres
| No  | Titre                   | Contient un (des) sample(s) de | Durée |
| --- | ----------------------- | --- | ----- |
| 1.  | (Letter from Home)      | | 1:09  |
| 2.  | Fixed Income            | Bright Shadows de Beaver and Krause Voyage to Cleavland de Saint Steven Love Eyes de Phluph Beacon From Mars de The Kaleidoscope | 4:49  |
| 3.  | Un Autre Introduction   | Jingle Ouverture Discothèque de François Bernard | 0:44  |
| 4.  | Walkie Talkie           | Gangster Rap d'Hollywood | 2:27  |
| 5.  | Giving Up the Ghost     | Bound to Be de la Dream Academy | 6:30  |
| 6.  | Six Days                | I Cry in the Morning de Dennis Olivieri Six Day War de Colonel Bagshot | 5:02  |
| 7.  | Mongrel...              | Strange About Your Hands de Sensations Fix Little Waterfalls de Facedancers Thoughts d'Iliad Fantasy World de James Knight & The Butlers | 2:20  |
| 8.  | ...Meets His Maker      | | 3:02  |
| 9.  | Right Thing/Gdmfsob     | Ask Me Why the Tape Wobbles de Barry O'Brian What's On Your Mind? d'Information Society Mooses Saloon de Smile Work The Box des Children Disco Duck part 1 de Rick Dees Here (In the Garden) de Gypsy Techno Scratch des Knights of the Turntables | 4:20  |
| 10. | Monosylabik             | Plenty Action de Soft Touch | 6:46  |
| 11. | Mashin' on the Motorway | Extraits du film Roger & Me | 2:58  |
| 12. | Blood on the Motorway   | It's Easy de Mark Z. | 9:21  |
| 13. | You Can't Go Home Again | El cóndor pasa de Los Incas | 7:03  |
| 14. | (Letter from Home)      | | 0:57  |